# Poul Erik Bech
Poul Erik Bech (* 15. März 1938; † 5. April 2014) war ein dänischer Fußballspieler und -trainer.

## Sportlicher Werdegang
Bech spielte unter anderem für Vejle BK, schaffte aber nicht den Durchbruch zu einer langfristigen Spielerkarriere im höherklassigen Fußball. Im Oktober 1962 debütierte der Mittelfeldspieler für den Klub in der Meisterschaft, bis zu seinem Abschied vom Klub 1967 bestritt er insgesamt fünf Meisterschaftsspiele.
Hauptberuflich als Lehrer tätig, arbeitete Bech zunächst insbesondere im Nachwuchsbereich. 1976 übernahm er als Nachfolger von Ernst Netuka erstmals den Trainerposten bei Vejle BK. Mit einem 2:1-Erfolg über den Boldklubben 1909 im Endspiel um den Landespokal gewann er im folgenden Jahr seinen ersten Titel. Im Europapokal der Pokalsieger 1977/78 führte er den Klub erstmals in seiner Vereinsgeschichte ins Viertelfinale, zwei Niederlagen gegen den niederländischen Vertreter Twente Enschede bedeuteten jedoch das Ausscheiden. Parallel war er mit der Mannschaft in der Meisterschaft umso erfolgreicher, am Ende der Spielzeit 1978 gewann er den vierten Meistertitel der Vereinsgeschichte. Anschließend übergab er das Traineramt an Jürgen Wähling.
Zwischen 1980 und 1983 trainierte Bech den Ligakonkurrenten Aarhus GF. Unter seiner Leitung etablierte sich die vormalige Fahrstuhlmannschaft im oberen Tabellendrittel. 1984 kehrte er zu Vejle BK zurück und krönte seine erste Spielzeit mit dem Meistertitel. Daraufhin wurde er zum Trainer des Jahres gewählt. Den Erfolg konnte er jedoch nicht mit der Mannschaft bestätigen, im Europapokal der Landesmeister 1985/86 scheiterte der Verein in der ersten Runde am späteren Sieger Steaua Bukarest und erreichte bis zu Bechs erneuter Demission 1987 lediglich Mittelfeldplätze.
Bech kehrte in die Jugendarbeit zurück und war bis Mitte der 1990er für verschiedene Jugendauswahlen des dänischen Fußballverbands Dansk Boldspil Union verantwortlich. Später trainierte er den FC Fredericia.
Im Alter von 76 Jahren verstarb Beck im Frühjahr 2014 nach kurzer Krankheit.

## Erfolge
- Dänischer Meister: 1978, 1984
- Dänischer Pokalsieger: 1977
- Dänischer Trainer des Jahres: 1984